# 重播
重播（日语：再放送）是電視節目及廣播節目於首播後再次播出。重播未必可以增加收入，不過可以分攤固定成本、降低平均成本。
重播可以讓尚未看過節目和劇集的觀眾有機會收看，但由於一般重播節目都是於日間或凌晨時段播出，因此收視率通常不及黃金時段的首播節目。如不幸地有演員去世，電視台重播該演員參與過的節目來作紀念，這些情況下收視率可能會較高。
重播版的節目內容通常與首播版無異，但多數重播節目在播畢後不會額外播出下集預告（本身下集預告已剪輯於節目中則屬例外）。有時電視台在重播節目時，可能將其重新剪輯。此外，觀眾於電視台官方網站中收看或重溫已播出的節目，亦可稱為重播。
大部分的電視廣告也有定時重播的機制，不過也有些是短時間內重複播出兩次相同內容的模式。而目前短時間內重複播三次相同內容廣告的模式與案例在海外並不多見。

## 电视重播在美国
在美国，20世纪40年代末和50年代初的大多数电视节目都是现场表演的，在许多情况下，它们从未被录制过。然而，美国的电视网络开始制作从东海岸现场直播的节目的显象管录音。这使得该节目可以稍后在西海岸播出。这些显像管，加上之前拍摄的节目，以及后来的录像带，为联合电视剧的广泛重播铺平了道路。

## 常見的重播節目原因
- 首播節目的重播時段
- 觀眾要求
- 廣告商贊助
- 24小時廣播，以重播填補時間
- 成本比首播低，節省成本
- 為即將推出的新一輯節目造勢
- 紀念不幸去世的演員或名人

## 參见
- 首播（英语：first run）
- 自選影像
- 廣播節目編排
- 即時回放